# Elitsa Yankova
Elitsa Yankova, född den 18 september 1994 i Varna, är en bulgarisk brottare.
Hon tog OS-brons i flugvikt i samband med de olympiska tävlingarna i brottning 2016 i Rio de Janeiro.